# 黃嘯俠
黃嘯俠（1900年—1981年），廣東番禺人，是一位中國武術家，功夫教練。當代中國公安指定教材《擒拿手》，皆由黃嘯俠編創的一套拳法。
黃嘯俠師傅在中國武林界別號「鐵臂鴛鴦手」。與東莞林蔭棠、惠陽林耀桂、合浦賴成已、惠州張禮泉，合稱廣東五虎將。
黃嘯俠師傅自小習武，曾經拜李恩、陳官伯為師，學蔡李佛，之後入廣州精武體育會,拜趙連和、陳鐵笙、王鳳崗為師，學北派武術，後到上海、香港、澳門,學西洋拳擊、劍擊、剌劈刀、射箭、摔跤、舉重、鐵沙掌等。 

## 經歷
- 華南師範大學體育系教授

## 興趣
- 畫國畫
- 趺打中醫
- 中國書法

## 代表作
黃嘯俠師傅平生愛國，代表作為實用大刀法。在1937年日寇侵華時候，黃師傅親自改編《羅漢門刀法》，寫成《抗日大刀法》教材，訓練抗日中國軍大刀隊，專門對付日本東洋刀及剌刀。 

## 外部參考
1. ↑  .   [2011-11-11]. （原始内容存档于2010-01-24）.
2. ↑  [永久]